# Hrošč tisočletja
Hrošč tisočletja je izraz za krizo računalniških sistemov, ki je nastala ob premiku letnice z 1999 na 2000. Kriza naj bi nastopila zaradi težav računalnikov pri obravnavanju datumov. Letnico so računalniki zaradi prihranka pomnilnika tipično shranjevali kot dvomestno številko, namesto kot štirimestno. To je pomenilo, da bi se po koncu leta 1999 letnica spremenila na »00«. Sistem bi to letnico lahko obravnaval kot 1900, lahko pa da letnice sploh ne bi prepoznal in bi se sesul, kar bi lahko povzročilo kvarjenje podatkov in bi sistemi lahko delali napake ali pa se povsem ustavili. Stroški reprogramiranja, ki naj bi odpravilo omenjeno pomanjkljivost, so bili ocenjeni na 600 milijard dolarjev.
Izvor problema je preprost. Programerji, ki so v šestdesetih letih izdelovali programe za prvo generacijo komercialnih velikih računalnikov, so bili kratkovidni. Niso verjeli, da bodo programi, ki so jih takrat pisali - ali računalniki, za katere so jih pisali - v uporabi še (takrat) daljnega leta 2000. Torej so si prihranili računalniški pomnilnik tako, da so za letnico uporabili samo dve števki. V teh časih je bil vsak bajt pomnilnika dragocen in izpustitev devetnajstke je bil eden izmed preprostih načinov varčevanja s pomnilnikom.
Prve institucije, ki so opazile slabosti tega pristopa, so bile banke. Ko so pričele sklepati dolgoročne hipoteke in odobravati posojila, ki so se raztezala čez leto 1999, so se soočile s hroščem tisočletja. Vendar se za problem do sredine devetdesetih let nihče ni pretirano zanimal. Tehnološki svetovalci so pričeli pisati razprave in prirejati predavanja o »problemu leta 2000«. Za problem so se počasi pričeli zanimati izvršilni delavci, in ko so izdajatelji kreditnih kartic in vozniških dovoljenj začeli podaljševati veljavnost kartic in dovoljenj za krajši rok, ker njihov sistem ni znal delati z letnico večjo od 1999, problema niso mogli ignorirati niti običajni potrošniki.
Kako bi lahko hrošč tisočletja prizadel potrošnika? Računalniki, tako novi kot stari, v vsaki dejavnosti, so ranljivi. Lahko bi se zgodilo, da bi ob zahtevi, da obravnavajo datum »00«, nehali delovati. Nekateri so pravili, da je to pravzaprav najboljši scenarij, ker bi na ta način vsaj vedeli, da je nekaj narobe. Huje bi bilo, če bi računalniki nadaljevali z delom in zagrešili številne datumske napake, ki bi jih bilo težko identificirati in popraviti. Najbolj so bili zaskrbljeni na področjih zdravstva, obrambe in vlade. Tehnološki strokovnjaki so opozarjali na tveganost letalskega potovanja v primeru, da računalniki letalskih uprav ne bi znali pravilno obravnavati podatkov, nevarnost bivanja v bolnišnicah, če bi se računalnikom za nadzor bolnikov strgalo, in možnosti socialnih nemirov, če vlada v letu 2000 ne bi mogla opravljati svojih dejavnosti.

## Odstranjevanje hrošča
Odstranjevanje hrošča tisočletja je bilo zahtevno opravilo. Organizacija je imela na izbiro dva pristopa. Ena možnost je bila zamenjava vseh svojih sistemov z novimi, prilagojenimi za delo po letu 1999, druga možnost pa je pomenila prilagajanje obstoječih sistemov. Pri prilagajanju so lahko ubrali eno izmed dveh strategij: »širjenje datuma« ali »uporabo okna«.
Širjenje datuma pomeni spreminjanje dvomestnih datumov v štirimestne. To pomeni pretvarjanje vseh podatkov, ki jih organizacija hrani, iz ene oblike v drugo in reprogramiranje sistemov tako, da bodo znali obravnavati štirimestne datume, na primer 2001.
Uporaba okna je enostavnejša in cenejša, a le začasna rešitev. Ta pristop namesto pretvarjanja vseh podatkov programu le doda dodatno funkcionalnost, ki mu pomaga določiti, ali dvomestni datum pomeni letnico med 1900 in 1999 ali pa letnico med 2000 in 2099. Programerji lahko ustvarijo »okno« v času - na primer od 00 do 30 - in računalniku naročijo, naj si te datume razlaga tako, da jim spredaj pripiše 20, datumom med 31 in 99 pa naj pripiše 19. Toda ko bi prišlo leto 2031, bi to podjetje imelo nov problem. Uporaba okna predpostavlja, da bo organizacija pred iztekom »okna« bodisi sisteme nadomestila z novimi, bodisi spet reprogramirala stare programe.
Izkoreninjenje hrošča tisočletja je bil večfazni postopek. Organizacija je morala najprej ugotoviti, kateri izmed njenih sistemov ne bo zmogel pravilno obravnavati datumov, kasnejših od leta 1999. Nato je morala te sisteme pretvoriti, bodisi s »širjenjem datuma«, bodisi z »uporabo okna«. Končno je morala sisteme preizkusiti in se prepričati, da bodo delovali tudi po polnoči 31. decembra 1999.

## Verižni učinki
Tudi če so podjetja uspešno popravila svoje sisteme, so bila še vedno ranljiva zaradi tako imenovanih »verižnih učinkov«. Kak njihov partner bi jim lahko poslal nepretvorjene podatke in na ta način »okužil« njihov sistem. Lahko pa (kar bi bilo še huje) jim zaradi hrošča tisočletja svojih uslug ne bi več mogel nuditi recimo ključni dobavitelj. Zaradi tega so organizacije morale zagotoviti, da tudi vsi njihovi partnerji odpravijo hrošča. Določeni sektorji gospodarstva, na primer finančne dejavnosti, so celo koordinirali medorganizacijska preverjanja, ker so hoteli zagotoviti, da bodo po letu 1999 lahko borze, banke in druge finančne institucije še vedno sodelovale.
Na vse skupaj pa so za vogalom čakali tudi pravniki. Če bi programska ali strojna oprema odpovedala, bi temeljito pregledali pogodbe, da bi odkrili, kdo je odgovoren. Če bi se izkazalo, da je bil proces pretvorbe pomanjkljiv, bi lahko sprožili pravdo proti podjetju, ki naj bi jim hrošča odpravilo. In če bi kot rezultat napak, povezanih z letom 2000, padla vrednost delnic podjetja, bi lahko pravniki tožili upravni odbor zaradi malomarnosti. Nekateri analitiki so predvidevali, da bi lahko skupni stroški, povezani s tem problem, na ta način narasli na 3600 milijard dolarjev.
Nenadna pojavitev »problema leta 2000« je ustvarila pravo mini ekonomijo. Programerji in tehnološki vodje so odkrili, da lahko zahtevajo in dobijo večje plače, računalniški svetovalci so imeli več dela, kot so ga zmogli opraviti, proizvajalci programske opreme pa so pričeli tržiti orodja za učinkovitejše preverjanje, ocenitev, pretvorbo in testiranje programov. Pojavilo se je na ducate spletnih mest in knjig, posvečenih problemu. Ameriška borza je celo ustvarila poseben indeks, ki je investitorjem omogočal špekulirati o usodi 18 podjetij za prodajo programov ali storitev v zvezi s problemom leta 2000. Mnogi udeleženci te mini ekonomije so špekulirali o možnem obsegu učinkov tega problema. Spraševali so se, ali bo 1. januar 2000 prišel gladko, ali pa bodo, kot so predvidevali nekateri, prve strani vseh glavnih časopisov polne zgodb o datumski računalniški krizi. In mnogi programerji in njihovi tehnološki vodje na silvestrovo leta 1999 niso praznovali, ampak so zaskrbljeno opazovali svoje računalnike.

## Posledice
Kot se je kasneje izkazalo, so bili strahovi, kljub nekaterim težavam, neutemeljeni in večina programja je dobro preživela prehod v leto 2000.